# 植村泰一
植村 泰一（うえむら やすかず、1934年3月24日 - 2022年5月16日）は、日本のフルート奏者・指導者。元日本フルート協会副会長・東京音楽大学学長。

## 人物
父は東宝の前身の一つP.C.L.映画製作所の創立者の一人植村泰二、伯父は第3代経済団体連合会会長を務めた植村甲午郎。祖父はオリエンタル写真工業会長などを務めた植村澄三郎。

## 来歴
フルートを川崎優、ガストン・クリューネル、オーレル・ニコレに、作曲を清瀬保二に師事した。東京音楽大学にて学長及び理事長を務めた。門下生には著名なフルーティストも多い。また各種コンクールの審査員も務めた。

## 年譜
- 1954年、東京芸術大学別科卒業、1957年、慶應義塾大学文学部卒業。
- 1959年、第1回リサイタルを行いNHK交響楽団へ入団。
- 1964年から1966年まで、パリ音楽院、フライブルク大学へ留学。
- 1990年、NHK交響楽団を定年退職。退団後、東京音楽大学教授に就任。
- 1993年  東京音楽大学学長に就任。
- 2001年  東京音楽大学理事長を務め、2006年退職。
- 2022年5月16日、誤嚥性肺炎のため死去[1]。

## 悪魔が来りて笛を吹く
横溝正史のミステリ小説『悪魔が来りて笛を吹く』にフルート曲が登場するのは、横溝が隣家の植村の練習を聴いて着想したものである。その後、この作品が1979年に映画化された際、テーマ曲「黄金のフルート」を吹いたのもまた植村だった。

## 著書

### 単著
- 吉田雅夫『フルートと私 対談 植村泰一』シンフォニア（原著1980年9月1日）。

### 訳書
- オーレル・ニコレ 著、植村泰一、斉藤賀雄、野口龍 訳、吉田雅夫 編『フルート奏法 : 現代音楽のための』シンフォニア、1977年8月1日。ISBN 978-4883953998。
- アンリー・アルテス 著、植村泰一 訳『アルテス・フルート奏法』 1巻、シンフォニア、1978年10月1日。ISBN 978-4883955800。
- アンリー・アルテス 著、植村泰一 訳『アルテス・フルート奏法』 2巻、シンフォニア、1980年12月1日。ISBN 978-4883954995。
- エルネスト・ケーラー 著、植村泰一 訳『ケーラー・フルート : 分析・解説・練習法 (作品33-1)』 1巻、シンフォニア、1981年12月1日。ISBN 978-4883951307。
- マルグレート・ウイーズ 著、竹内ふみ子 訳、植村泰一 編『装飾法のレッスン : フルートとリコーダーのために』シンフォニア、1981年7月1日。ISBN 978-4883954148。
- エルネスト・ケーラー 著、植村泰一 訳『ケーラー・フルート : 分析・解説・練習法 (作品33-2)』 2巻、シンフォニア、1992年4月1日。ISBN 978-4883952618。
- ミシェル・デボスト 著、丸山正義 訳、植村泰一 編『フルート演奏の秘訣』 上、音楽之友社、2003年3月1日。ISBN 978-4276145016。
- ミシェル・デボスト 著、丸山正義 訳、植村泰一 編『フルート演奏の秘訣』 下、音楽之友社、2003年3月1日。ISBN 978-4276145023。
- ヨアヒム・アンデルセン 著、植村泰一 訳『フルートのための18の練習曲 作品41 分析・解釈・練習の手引き』シンフォニア、2020年10月31日。ISBN 978-4883953820。

## 出演
- NHK教育テレビ 『フルートとともに』 　1979-4～1979-9 講師